# El Paradero
El Paradero est une ville du Venezuela, dont le territoire qui l'entoure est disputé entre deux États fédéraux limitrophes, l'État de Lara et l'État de Trujillo.
- Pour l'État de Lara, elle est la capitale de la paroisse civile d'Heriberto Arroyo, de la municipalité de Torres ;
- Pour l'Etat de Trujillo, elle est la capitale de la paroisse civile d'El Socorro et chef-lieu de la municipalité de José Felipe Márquez Cañizalez.